# Pardosa floridana
Pardosa floridana là một loài nhện trong họ Lycosidae.
Loài này thuộc chi Pardosa. Pardosa floridana được Richard C. Banks miêu tả năm 1896.